# Noordse nachtegaal
De Noordse nachtegaal (Luscinia luscinia) zangⓘ is een vogel uit de familie van de vliegenvangers (Muscicapidae). Voorheen werd het geslacht Luscinia in de familie van de lijsters (Turdidae) geplaatst.

## Naamgeving
De wetenschappelijke naam van de Noordse nachtegaal begint bij de naam die Linnaeus in 1758 gaf aan de vogel waarvan hij dacht dat het de "gewone"nachtegaal was Motacilla luscinia. Luscinia is Latijn voor nachtegaal en Motacilla gebruikte Linnaeus als geslachtsnaam voor een groot aantal kleine zangvogels met beweeglijke staartjes. In 1831 beschreef Christian Ludwig Brehm vijf verschillende soorten nachtegaal en gebruikte Luscinia als geslachtsnaam. De nachtegaal die voorkwam in West- en Zuid-Europa (en verder het Nabije Oosten en het zuiden van Midden-Azië) noemde hij Luscinia megarhynchos (grootsnavelige nachtegaal). Een nachtegaal die noordelijker in Europa (Skandinavië, Midden-Europa en verder in Azië) voorkomt noemde hij Luscinia philomela. Inmiddels was duidelijk dat de vogel die Carl Linnaeus bedoelde, eigenlijk de Noordse nachtegaal was. Daardoor werd Brehm (volgens de nomenclatuurregels ) niet de soortauteur van de Noordse nachtegaal, maar wel van de in West- en Zuid-Europa voorkomende nachtegaal (Luscinia megarhynchus). Het door Linnaeus voorgestelde soortbijvoegsel luscinia hoort daarom bij de Noordse nachtegaal. In 1906 pleitte de Amerikaanse vogelkundige Harry Church Oberholser overtuigend voor Luscinia als geslachtsnaam en daarom is Luscinia luscinia de geldige wetenschappelijke naam voor de Noordse nachtegaal die het meest gebruikt wordt. Andere geslachtsnamen zoals Erithacus zijn ook lang in gebruik geweest.

## Kenmerken
De Noordse nachtegaal wordt 15-17 centimeter en lijkt sterk op de gewone nachtegaal, maar heeft donkerder bruine bovendelen en een donkerder roodbruine staart. Verder is de tweede handpen even lang als de vierde of soms zelfs langer, bij de gewone nachtegaal is deze korter. De zang verschilt van die van de nachtegaal door de afwezigheid van het crescendo en de aanwezigheid van het typische srrr aan het einde van de zang. Noordse nachtegalen komen ook voor op vochtiger plaatsen dan de gewone nachtegaal. Juveniele vogels zijn gevlekt.

## Broeden
De Noordse nachtegaal broedt op donkere, vochtige plaatsen dicht bij de grond, zoals in dicht struikgewas bij oevers met daarom dichte bebossing. Het nest wordt door het vrouwtje gebouwd en is gemaakt van droge bladeren, stro, wortels, twijgjes en mos, soms ook haren. Het nest is komvormig. Er worden vier of vijf bruine eieren gelegd in de maand mei die door het vrouwtje worden uitgebroed. De eieren komen na dertien tot veertien dagen uit, de jongen blijven slechts elf tot twaalf dagen in het nest. De jongen verlaten het nest nog voordat ze in staat zijn te vliegen.

## Voedsel
Noordse nachtegalen eten vooral kleine ongewervelden, zoals insecten, spinnen, wormen, maar laat in de zomer eten ze ook kleine vruchten als bessen.

## Verspreiding en leefgebied
Hij komt voor van Midden-Europa en Scandinavië tot in Rusland aan de rivier de Ob. In augustus of september trekken ze naar het oosten van Afrika, waarna ze in april of mei weer terugkeren. In de overlapgebieden met de (gewone) nachtegaal in Midden- en Zuidoost-Europa, hybridiseert de Noordse nachtegaal met de gewone nachtegaal die in West-Europa broedt.

## Status op de rode lijst
De Noordse nachtegaal heeft een groot verspreidingsgebied en daardoor alleen al is de kans op uitsterven uiterst gering. De grootte van de populatie werd in 2015 geschat op 12 tot 22 miljoen exemplaren en de trend is stabiel. Om deze redenen staat deze nachtgaalsoort als niet bedreigd op de Rode Lijst van de IUCN.

## Voorkomen in Nederland en België
In 1968 werd in Nederland voor het eerst een Noordse nachtegaal waargenomen, een dood exemplaar gevonden 31 augustus op Terschelling. Nadien werd bijna jaarlijks een Noordse nachtegaal waargenomen. Het aantal waarnemingen tussen 1968 en 1996 bedroeg 31. Toen vogelaars er beter op gingen letten, bleek dat ook bijna jaarlijks ergens een zingende Noordse nachtegaal aanwezig was. In België voltrok zich hetzelfde scenario nadat daar in 1980 de eerste Noordse nachtegaal was waargenomen. Het aantal bevestigde waarnemingen in Nederland tussen 1996 en juni 2011 bedroeg 40 gevallen.